# Giustino, Trentino
Giustino là một đô thị ở tỉnh Trento ở vùng Trentino-Alto Adige/Südtirol của Ý, tọa lạc cách 30 km về phía tây bắc của Trento. Tại thời điểm ngày 31 tháng 12 năm 2004, đô thị này có dân số 748 người và diện tích là 40,1 km².
Giustino giáp các đô thị: Vermiglio, Pinzolo, Spiazzo, Strembo, Carisolo, Caderzone, Massimeno, Stenico và Bleggio Inferiore.